# جيم أليسون
جيم أليسون (بالإنجليزية: Jim Allison)‏ هو لاعب كرة قدم أمريكية أمريكي، ولد في 2 مارس 1943 في ريتشموند في الولايات المتحدة.

## وصلات خارجية
- جيم أليسون على موقع مرجع كرة القدم المحترفة.كوم (الإنجليزية)